# 미네요시카와역
미네요시카와역(일본어: 峰吉川駅)은 일본 아키타현 다이센시에 위치한 동일본 여객철도 오우 본선의 철도역이다. 상대식 승강장 2면 2선의 구조를 갖춘 지상역이며, 실질적으로는 1면 1선의 승강장을 운영하고 있다.

## 이용 현황
| 승차 인원 추이 | 승차 인원 추이 |
| 연도           | 1일 평균       |
| -------------- | -------------- |
| 2000           | 147            |
| 2001           | 144            |
| 2002           | 149            |
| 2003           | 146            |
| 2004           | 137            |
| 2005           | 126            |
| 2006           | 112            |
| 2007           | 104            |
| 2008           | 94             |
| 2009           | 82             |
| 2010           | 73             |
| 2011           | 72             |
| 2012           | 64             |
| 2013           | 66             |

## 역 주변
- 국도 제13호선

## 역사
- 1924년 12월 20일 : 센보쿠 군 미네요시카와 촌에 일본국유철도의 미네요시카와 신호장으로서 개업.
- 1930년 6월 21일 : 미네요시카와역으로서 여객역화.
- 1987년 4월 1일 : 일본국유철도 분할 민영화에 의해 동일본 여객철도가 승계.
- 2009년 4월 1일 : POS 단말 설치.

## 인접 역
| 동일본 여객철도 오우 본선 | 동일본 여객철도 오우 본선 | 동일본 여객철도 오우 본선 |
| ------------------------- | ------------------------- | ------------------------- |
| 가리와노 신조 방면        | ■ 오우 본선               | 우고사카이 아키타 방면    |